# Каньядас, Эстер
Эсте́р Канья́дас (исп. Esther Cañadas; род. 1 марта 1977, Альбасете) — испанская модель и актриса.

## Биография
Эстер собиралась связать свою жизнь с криминалистикой, однако мать не видела её на этом поприще и мечтала, чтобы дочь стала моделью.
Первая победа в качестве модели пришла к Эстер в 14 лет, она выиграла конкурс красоты, а её фото украсило обложку журнала.
Вскоре Эстер подписала свой первый контракт с агентством Take 2 Agency, которое открыло перед ней двери в модельный бизнес. Уже в 1996 году она перебирается в Нью-Йорк, где активно работает манекенщицей и моделью. Спустя год она принимает участие в показах марок Mossimo, Atelier Versace, Victoria's Secret, Fifth Avenue, J Crew, Saks. Однако популярность Эстер Каньядас принесла работа с брендом Donna Karan New York (DKNY). Её стали активно публиковать на страницах Elle, Vogue, Mademoiselle, Mondo Uomo. Она все чаще выходит на подиум, представляя новые коллекции именитых марок, среди которых Versace, Calvin Klein, D&G, Oscar de la Renta, Richard Tyler, Giorgio Armani, Valentino, Givenchy.
Интересная внешность Эстер привлекла внимание и кинематографистов. В 1999 году она дебютировала в киноленте под названием « Афера Томаса Крауна», сыграв криминальную художницу-копиистку.
Эстер Каньядас была дважды замужем. Её первым мужем был голландский манекенщик Марк Вандерлу, с которым она расписалась 12 июня 1999 года, но спустя год в ноябре 2000 года пара развелась. Вторым мужем Эстер был известный испанский мотогонщик Сете Жибернау.

## Фильмография
1. «Биография» (сериал) (1987 — …)

2. «Афера Томаса Крауна» (1999)

3. «Рабство: Правдивая история Фанни Кимбл» (ТВ) (2000)

4. «Миссия в Марбелью» (2001)

5. Trileros (2003)